# TT39
25°44′01″ пн. ш. 32°36′48″ сх. д. / 25.73358333° пн. ш. 32.61338889° сх. д.

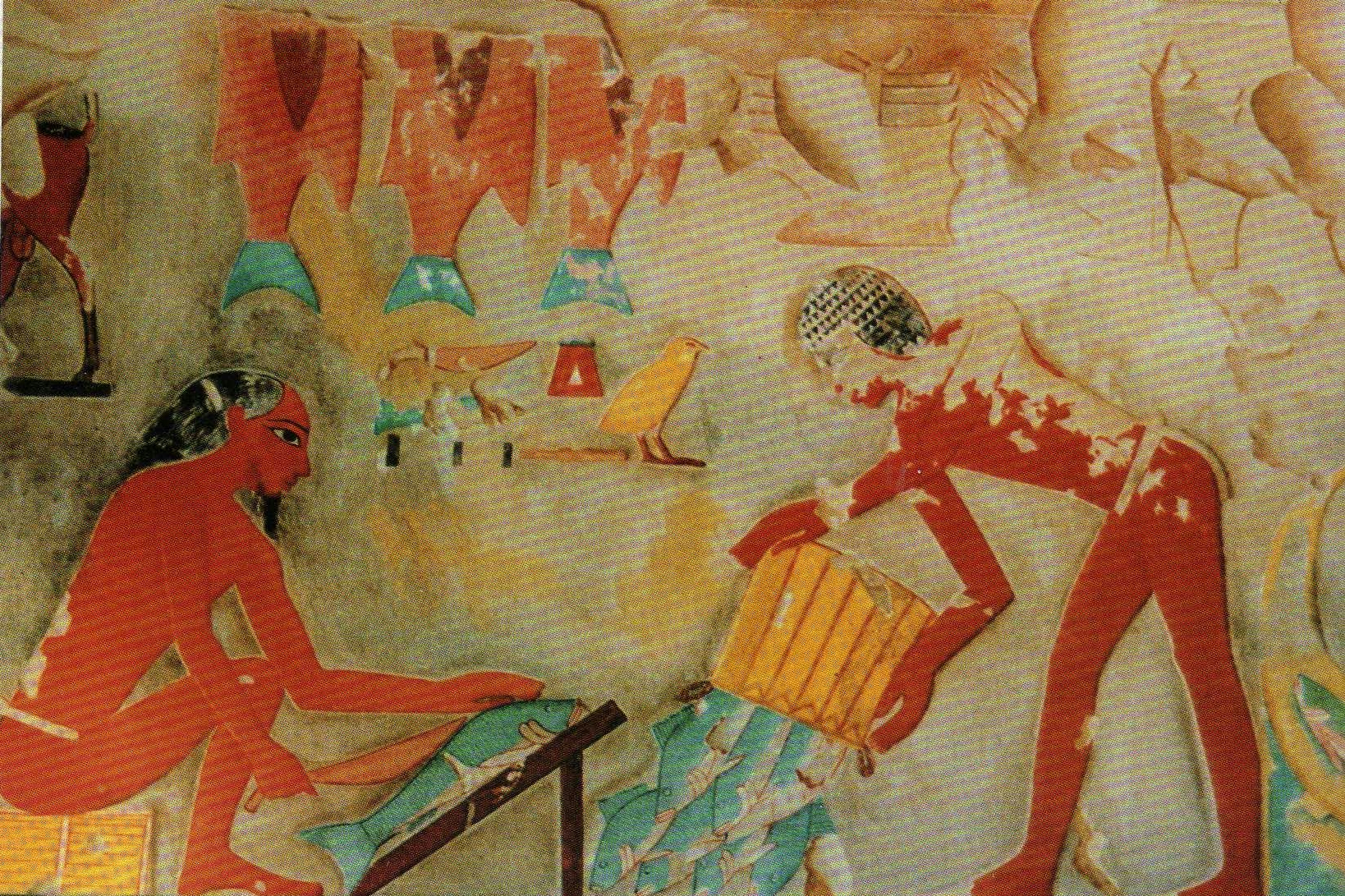
Барельєф з TT39, що зображує нутрощі риби.

TT39 (англ. Theban Tomb №39) — фіванська гробниця, розташована в Ель-Хоха, частина фіванського некрополя на західному березі Нілу навпроти Луксора. Місце поховання давньоєгипетського чиновника та архітектора Пуїмре (або Пуемре).

## Пуїмре
Пуїмре (або Пуемре) був другим пророком Амона та служив під керівництвом Верховного жерця Амона Хапусенеба. Пуїмре жив у часи Хатшепсут і Тутмоса III. Він був сином Пуя та Неферіо. У Пуїмре було дві дружини: Танеферт і Сенсенеб. Сенсенеб була дочкою Верховного жерця Хапунесеба та його жінки Аменхотеп. Сенсенеб була старшою жрицею в храмі Амона.

## Гробниця
Галерея гробниці складається з восьми стел, на шести з яких містяться автобіографічні тексти. Коридор прикрашений барельєфами із зображенням садів, майстерень храму Амона та сільськогосподарських сюжетів. Далі в головному залі зображені різні сцени:
- бенкет і список виробів із Нубії, що надійшли до скарбниці Амона;
- син пропонує букет Пуїмре та його дружині Сенсенеб;
- огляд Пуїмре привезених виробів і продукції, його супроводжує дружина Танеферт;
- Пуїмре та Сенсенеб оглядають інші предмети: гусей, рибу тощо[3].

У південній каплиці знаходиться барельєф, що зображає синів та дочок, які підносять новорічні подарунки разом із дружиною Сенсенеб, зображеною на одній стіні, та дружиною Танеферт, зображеною на іншій. Північна каплиця містить сцени похорону. У центральній каплиці містяться зображення сцен, де син стоїть перед Пуїмре та як жриці богині Хатхор пропонують Пуїмрі менати та емблеми богині.

### Гробниця Пуїмре
Будівництво гробниці Пуїмре датується періодом Нового царства за часів правління Тутмоса III. Батьками Пуїмере були Пуя та Нерферіо, він мав двох дружин яких звали Танеферт і Сенсенеб, був другим пророком Амона. Пуїмре відповідав за будівництво зовнішніх конструкцій храму королеви Хатшепсут, через що Б. Енгельманн фон Карнап назвав його «будівником храму Хатшепсут в Дейр-ель-Бахарі». Могила Пуїмре — це приватна могила, розташована в некрополі Ель-Хоха. Її розкопали в скелі на великому кладовищі на західному березі Нілу в Фівах. Зараз вона знаходиться в музеї «Фонду Тита». Архітектура цієї гробниці з колонним портиком та поперечним залом, що веде до трьох каплиць, є унікальною порівняно з типовими Т-подібними гробницями Вісімнадцятої династії. Портик було реконструйовано через старість та крихкість. Це звичне явище у всіх подібних гробницях, які тепер відновлюються. Дах портика підтримується колонами, на яких є тексти, присвячені похованим. Також між колонами залишились зображення деяких сцен, таких як бенкет та обробка тіла померлого двома жерцями. Три каплиці (південна, північна та центральна) наповнені декораціями з різними сценами з життя. У південній каплиці є зображення синів та дочок, які стоять із новорічними подарунками перед померлим та його дружинами Сенсенеб (ліворуч) і Танефер (праворуч). Дружини Пуїмре, мабуть, були для нього дуже важливими, тому що вони зображені майже на кожній стіні. У північній каплиці з обох боків від дверей є зображення сцени похорону, а також підношення списків богу Нефертуму. У центральній каплиці є дві сцени з богинею Хатхор, що накладає свою емблему на померлого.
Фасад гробниці мав не тільки декоративну функцію, там також були фальшиві двері з вирізаним монохромним написом. Схованка була спланована з огляду на високу міцність каміння на висоті 4,5 метри над підлогою фальшивих дверей, щоб було неможливо врізатися за них. У коридорі, що веде до трьох каплиць, є зображення різних сцен: огляд майстерень храму Амона, майстерень теслярів, ювелірів, виробників кам’яних ваз, стаєнь із конями та колісницями (портик 71), оранкою. Також є зображення жінок-музикантів з лірою; запис чиновником привезеного врожаю з південних земель для скарбниці Амона; нубійців із худобою, золотом та слоновою кісткою, мавп та бабуїнів, єгиптян із білизною тощо.

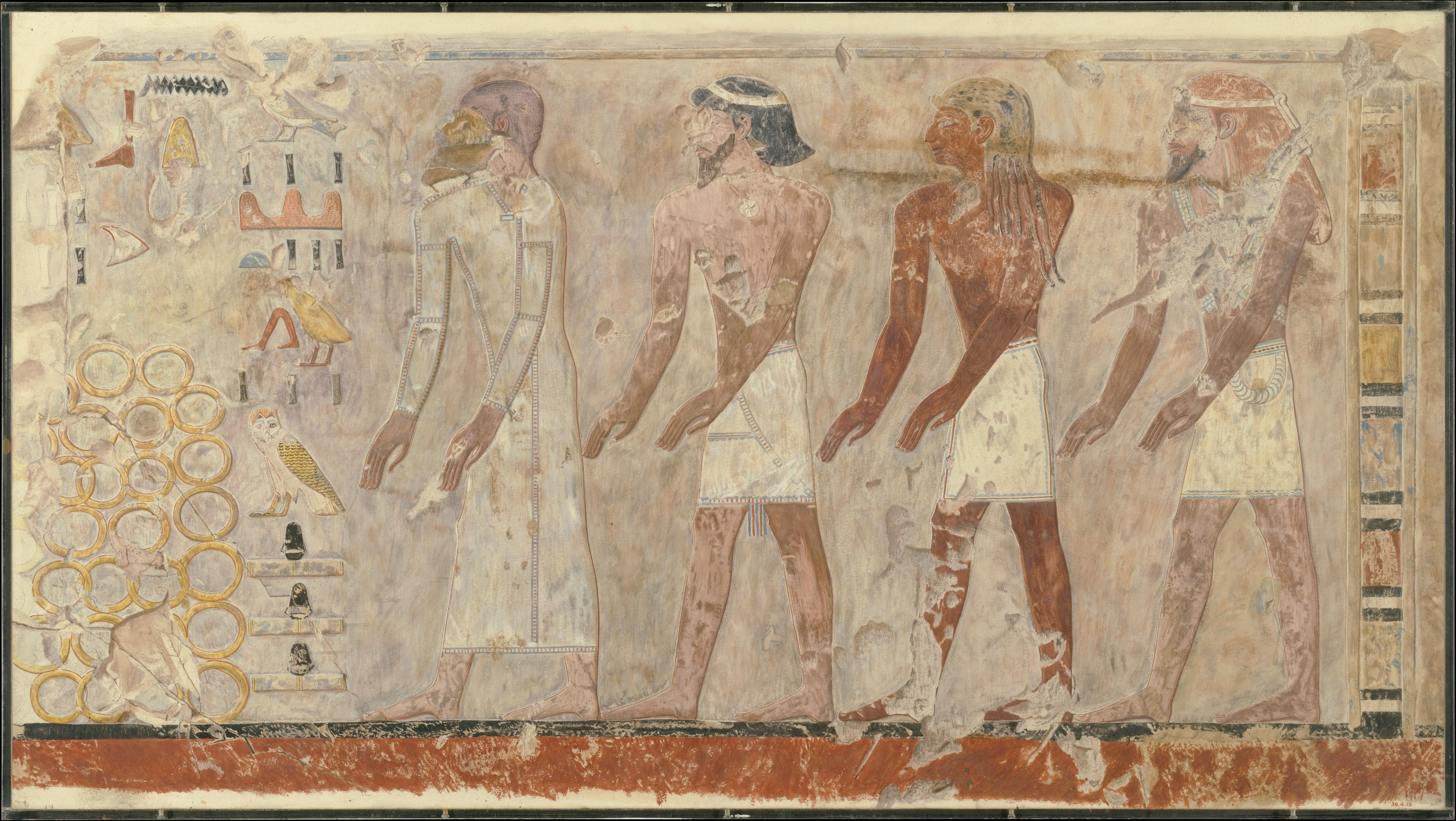
«Четверо чужемемних вождів» з гробниці TT39 (Музей мистецтв Метрополітен, MET DT10871). Другий справа — Кефтіу.

Єдині сцени трапези, які включали процесію підношення подарунків (жертвоприношення), були знайдені в південній каплиці: вони зображують процес відбору подарунків для померлого. Зображення цієї сцени найбільш загадкове, оскільки вона знайдена також в інших похованнях, зокрема в гробниці TT81 , гробниці TT71 та в гробниці TT100 (Шейх Абд ель-Курна). Ця сцена була популярним мотивом за часів Вісімнадцятої династії. Дещо пов’язує сцену в TT39 і те, що в каплиці Хатшепсут, окремо від списку підношень, були записані титули дарувальників — усі вони в TT39 названі «наглядач за людьми господаря»; також сім із п'ятнадцяти чоловіків у каплиці Хатшепсут мають титул «писар наглядача за людьми господаря», тоді як особи з таким титулом, як правило, записуються в кінці реєстру. Н. де Г. Девіс вважав каплицю Хатшепсут дуже значимою в гробниці ТТ39, новим віянням в тогочасному зображенні поховальних сцен, відмінним від типових зображень жертвоприношень часів Стародавнього та Середнього царства. Почали з'являтися мотиви ладану, льону й тварин, що були включені в процесію жертвоприношення, так само, як і зображення Імхотепа й Тота, які були розміщені в самій каплиці. Сцени підношення подарунків (жертвоприношення) відігравали символічну та магічну роль. Усередині могили знаходилась тридцять одна плита, на яких були гравюри, лінійні малюнки та дванадцять кольорових пластин.
Пуїмре зарезервував свою гробницю також і для своєї родини, включаючи двох дружин. Сцени, де зображені Пуїмре та обидві його дружини — на північній стіні, де Танеферт супроводжує його, та на південній стіні окремо Сенсенеб — символізує об’єднання двох конкурентів задля демонстрації прихильності або ніжної пам’яті Пуїмре, одночасно демонструючи відсутність домашньої гармонії в сім'ї. Виявляється, зараз ця сцена найбільше приваблює відвідувачів гробниці. Ці сцени розташовані впритул одна до одної в центрі ніші на листі шістдесят два. Також є три барельєфи, на яких зображено покійну Танеферт із мавпами, які їдять фініки під її кріслом, вбитого списом бегемота, а також померлі сім'ї, які ловлять рибу. Інша сцена зі Сенсенеб, де вона стоїть, оглядаючи три ряди жертвоприношень: гусей, качок і журавлів; диких птахів та рибу, яких впіймали в сітки пастухи, а також пригнану ними велику рогату худобу; збір винограду із запечатуванням винних глеків, пресуванням та вичавлюванням виноградного соку; збір урожаю папірусу. Сцени, присвячені на дружинам Пуїмре, здаються найважливішими, оскільки показують, що обидві вони важко працювали для свого чоловіка.